# Курлон сир Јон
Курлон сир Јон (фр. Courlon-sur-Yonne) насеље је и општина у источном делу централне Француске у региону Бургоња, у департману Јон која припада префектури Санс.
По подацима из 2011. године у општини је живело 1165 становника, а густина насељености је износила 69,64 становника/km². Општина се простире на површини од 16,73 km². Налази се на средњој надморској висини од 60 метара (максималној 138 m, а минималној 54 m).

## Демографија
| 1962. | 1968. | 1975. | 1982. | 1990. | 1999. | 2011. |
| ----- | ----- | ----- | ----- | ----- | ----- | ----- |
| 677   | 728   | 710   | 720   | 876   | 988   | 1.165 |

График промене броја становника у току последњих година